# مورتیمر وست اند
مورتیمر وست اند (به انگلیسی: Mortimer West End) یک روستا و محله مدنی در بریتانیا است که در Basingstoke and Deane واقع شده‌است. مورتیمر وست اند ۴۱۷ نفر جمعیت دارد.